# Brachycalanus rothlisbergi
Brachycalanus rothlisbergi is een eenoogkreeftjessoort uit de familie van de Phaennidae. De wetenschappelijke naam van de soort is voor het eerst geldig gepubliceerd in 1988 door Othman & Greenwood.